# Dorfkirche Gebersdorf (Dahme/Mark)

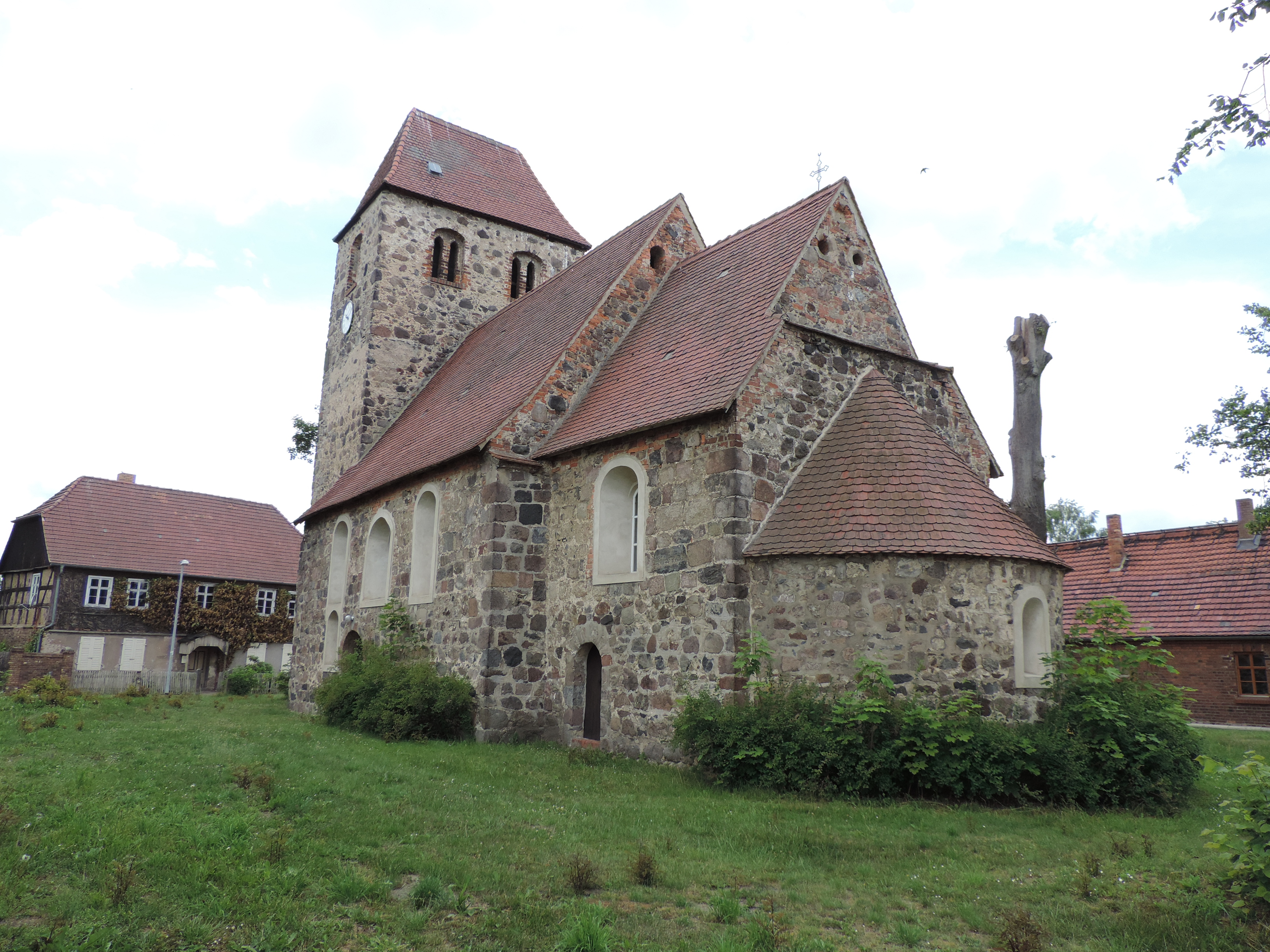
Dorfkirche Gebersdorf

Die evangelische Dorfkirche Gebersdorf ist eine spätromanische Feldsteinkirche in Gebersdorf, einem Ortsteil der Stadt Dahme/Mark im Landkreis Teltow-Fläming im Land Brandenburg. Die Kirchengemeinde gehört zum Kirchenkreis Zossen-Fläming der Evangelischen Kirche Berlin-Brandenburg-schlesische Oberlausitz. Es handelt sich um eine vollständige Anlage.

## Lage
Die Dorfstraße führt von Nordwesten kommend in südöstlicher Richtung durch den Ort. Im historischen Dorfkern spannt sie einen Dorfanger auf. Die Kirche steht inmitten des Angers auf einem Grundstück, das teilweise mit einer Mauer aus behauenen und lagig geschichteten Feldsteinen, teilweise mit einem Jägerzaun eingefriedet ist.

## Geschichte
Das Brandenburgische Landesamt für Denkmalpflege und Archäologische Landesmuseum (BLDAM) vermutet, dass die unteren Wandhälften eventuell bereits im späten 12. Jahrhundert entstanden sind. Sie bestehen im Wesentlichen aus unregelmäßigem Mauerwerk, während die darüberliegenden Schichten aus Quadern vermutlich aus der ersten Hälfte des 13. Jahrhunderts stammen. Ein Kirchenführer beschreibt daher, dass das Bauwerk „um 1300“ entstanden sei. Erstmals urkundlich erwähnt wurde Gebersdorf erst 1368. Zur Zeit der Spätgotik kam der Westturm hinzu. Im Dreißigjährigen Krieg wurde die Kirche teilweise zerstört und 1678 erneuert. Von 16. Mai 1608 bis zum 29. Juni 1679 wirkte im Ort Melchior von Schlomach. Er war der erste Erb-, Lehn- und Gerichtsherr im Ort. Auf ihn ging die Instandsetzung der Kirche zurück. Ein Epitaph im Bauwerk erinnert an sein Wirken. In den Jahren 1940 bis 1942 erfolgte eine Restaurierung. Dabei nahm der Expressionist Conrad Felixmüller im Jahr 1940 eine Ausmalung vor.

## Baubeschreibung

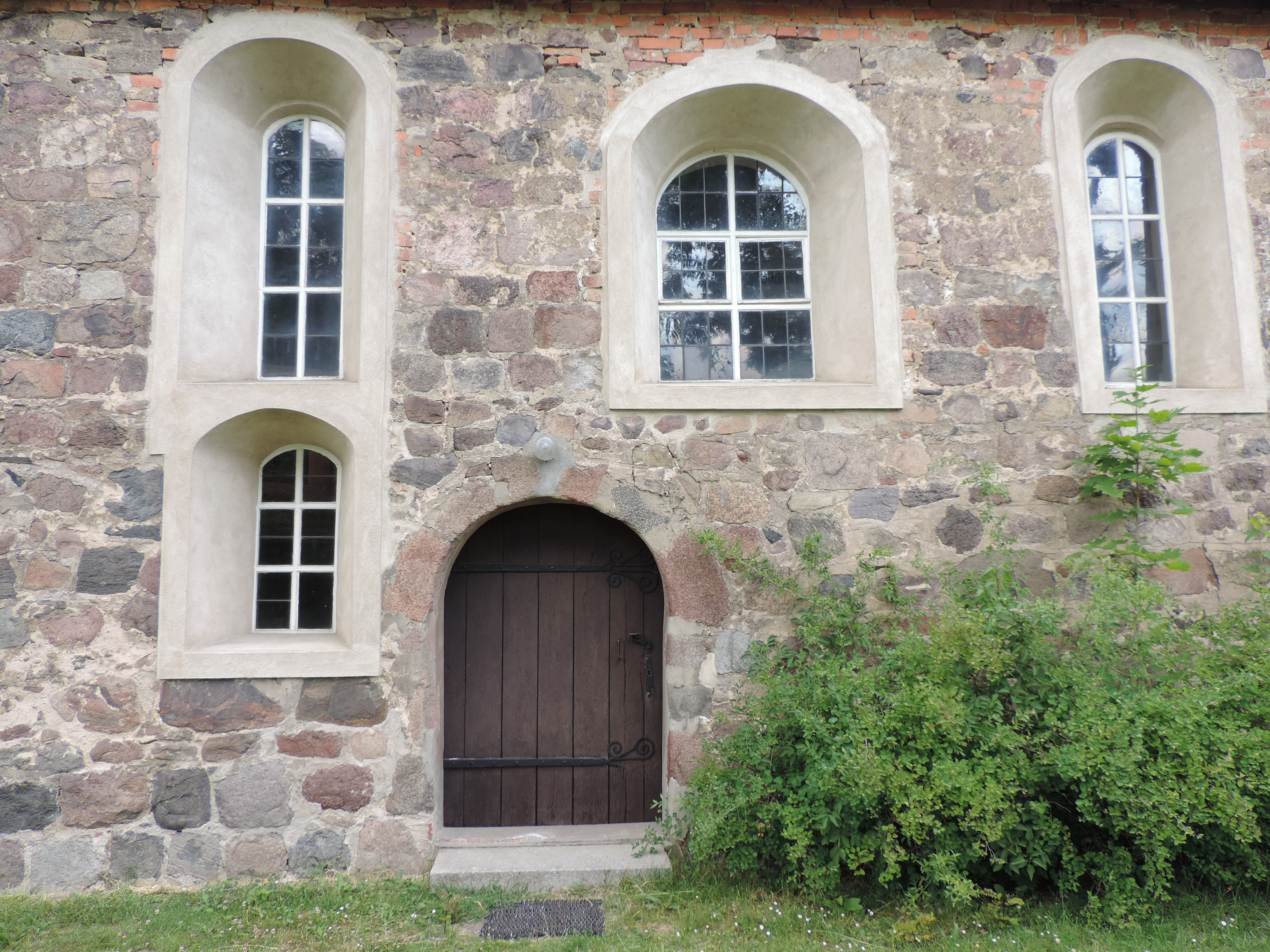
Südwand des Schiffs

Das Bauwerk entstand im Wesentlichen aus Feldsteinen, die im unteren Bereich unbehauen und nicht lagig geschichtet wurden. In den darüberliegenden Lagen ergeben sich an den Wandflächen quaderförmige Flächen. Die Apsis ist halbrund und stark eingezogen. An der Ostseite ist ein rundbogenförmiges Fenster, dessen Form durch eine verputzte Fasche nochmals betont wird. Daran schließt sich nach Westen der Chor an. Er hat einen quadratischen Grundriss und ist ebenfalls eingezogen. An der Nord- und Südseite ist je ein barock vergrößertes Fenster; an der Südseite eine Priesterpforte, die aus der Bauzeit stammen könnte.
Daran schließt sich das Kirchenschiff an. An der Nord- und Südseite sind je drei Fenster unterschiedlicher Größe, von denen das westlich gelegene durch ein weiteres Fenster ergänzt wird. Alle Öffnungen wurden zu einem späteren Zeitpunkt vergrößert und mit verputzten Faschen betont. An der Südseite ist zwischen den westlich gelegenen und dem mittleren Fenster eine Gemeindepforte.
Ein weiterer Zugang besteht in einem kleinen Portal an der Südseite des querrechteckigen und spätgotischen Kirchturms. An der Nord- und Südseite ist je eine Turmuhr. Im Glockengeschoss befinden sich an der Nord- und Südseite je eine, an der West- und Ostseite je zwei gekuppelte Klangarkaden. Der Turm trägt ein quergestelltes Krüppelwalmdach.

## Ausstattung
Die Kirchenausstattung stammt im Wesentlichen noch aus der Zeit um 1678. Dazu gehört ein Altarretabel, das in seiner klassischen Abfolge in der Predella das Abendmahl Jesu und im Altarblatt die Kreuzigungsgruppe zeigen. Aus derselben Zeit stammt die hölzerne Kanzel, die mit Gemälden des Salvator mundi sowie der Evangelisten verziert ist. Die Malereien wurden 1940 von Felixmüller restauriert.
Ein Epitaph erinnert an den 1711 verstorbenen Wolf Diet(e)rich von Zerbst. An der Nordwand des Langhauses ist eine Empore, deren Brüstungsmalereien auf das Jahr 1678 datiert sind. Sie zeigen alternierend Sprüche und Szenen aus der Heilsgeschichte: das Paradies, die Sintflut, die Geburt Christi sowie Pfingsten. Sie werden durch Malereien auf der vorschwingenden Westempore ergänzt, die das Paradies und die Hölle zeigen. Auf der Westempore steht eine Orgel mit barockem Prospekt. Die Orgel wurde 1906 vom Orgelbaumeister Gustav Heinze gefertigt, hat zwei Manuale und Pedal sowie acht Register.
Zur weiteren Ausstattung gehört eine gotische Sakramentsnische mit barocker Tür, die sich in der Apsis befindet. Im nördlichen Chor steht ein Patronatsgestühl von 1940. Das Bauwerk besitzt bis auf die Apsiskalotte eine hölzerne Kassettendecke sowie einen Triumph- und Apsisbogen.
Nordöstlich des Gebäudes erinnert ein Denkmal an die Gefallenen aus dem Zweiten Weltkrieg.